# Mahdia
Mahdia er en by i det nordlige Tunesien, med et indbyggertal (pr. 2004) på cirka 46.000. Byen er hovedstad i et governorat af samme navn, og ligger på landets kyst til Middelhavet.